# Galaxias fasciatus
Galaxias fasciatus е вид лъчеперка от семейство Galaxiidae. Видът не е застрашен от изчезване.

## Разпространение и местообитание
Разпространен е в Нова Зеландия (Северен остров, Чатъм и Южен остров).
Обитава сладководни и полусолени басейни и морета.

## Описание
На дължина достигат до 25,3 cm.